# Mr. Moonlight (sång)
Mr. Moonlight  (Johnson) är en låt av Roy Lee Johnson även känd för The Beatles version från 1964.

## Låten och inspelningen
Denna calypsolåt var en cover på en b-sida som 1962 spelats in av den amerikanska gruppen Dr Feelgood & The Interns. McCartney spelar här orgel och Starr slår måhända på en resväska, även om det officiellt är afrikanska trummor han hanterar. Låten spelades in 14 augusti 1964 varvid pålägg gjordes 18 oktober. Den kom med på LP:n Beatles for Sale som utgavs i England 4 december 1964 och i USA på ”Beatles ’65”, som utgavs 15 december 1964.